# Terence MacSwiney
Terence MacSwiney   (Cork, 28 de març de 1879 - presó de Brixton, 25 d'octubre de 1920) Terence James MacSwiney  en irlandès, Toirdhealbhach Mac Suibhne; fou un polític i escriptor irlandès. Va ser escollit alcalde de Cork del Sinn Féin durant la guerra d'independència irlandesa el 1920. Va ser detingut pel Regne Unit, acusat de sedició i empresonat a la presó de Brixton (Anglaterra). La seva mort a la presó l'octubre de 1920 després de 74 dies en vaga de fam va causar l'atenció internacional cap a la seva figura i a la causa irlandesa.

## Context històric
MacSwiney va tenir set germans. El seu pare, John MacSwiney, de Cork, que s'havia ofert el 1868 per lluitar com a guàrdia papal contra Garibaldi, havia sigut mestre a Londres i més tard va obrir una fàbrica de tabac a Cork. Després del fracàs del seu negoci, el 1885 va emigrar a Austràlia i va deixar Terence i els altres fills en la cura de la seva mare i la seva filla gran. La mare de MacSwiney, Mary Wilkinson, era una catòlica anglesa amb fortes opinions nacionalistes irlandeses. Va néixer al North Main Street, 23, de Cork. Va ser estudiar amb els Germans Cristians a l'escola del monestir del Nord de la ciutat de Cork, però va abandonar-la amb quinze anys per ajudar la família. Va ser comptable però va continuar els seus estudis i es va matricular amb èxit. Va continuar treballant a horari complet mentre estudiava a la Universitat Reial d'Irlanda (l'actual Col·legi Universitari de Cork) i va graduar-se en ciència mental i moral el 1907.
El 1901 va ajudar a fundar la Societat Literària Celta, i el 1908 va fundar la Societat Dramàtica de Cork amb Daniel Corkery, per a qui va escriure una sèrie d'obres de teatre. Va ser comptable i també, un dramaturg, poeta i va escriure pamflets sobre la història d'Irlanda. La seva primera obra de teatre The Last Warriors of Coole es va estrenar el 1910. A la seva cinquena obra, The Revolutionist (1915), tracta la seva posició política.

## Activitat política
Descrit com un poeta i intel·lectual sensible, els escrits de MacSwiney al diari Irish Freedom van portar en alerta la Germandat Republicana Irlandesa. El 1913 va ser un dels fundadors de la Brigada de Cork dels Voluntaris Irlandesos i va ser president de la delegació de Cork del Sinn Féin. Va fundar un diari, Fianna Fáil, el 1914, però es va suprimir després de només onze números. L'abril de 1916 pretenia ser el segon del comandament de l'Alçament de Pasqua a Cork i Kerry, però es va retirar per ordre d'Eoin MacNeill. Després de l'aixecament, va ser internat sota la Llei de Defensa del Regne fins al desembre de 1916. El febrer de 1917 va ser deportat d'Irlanda i internat als camps de Shrewsbury i Bromyard fins al seu alliberament el juny de 1917. Va ser durant el seu exili a Bromyard que es va casar amb Muriel Murphy, membre d'una família propietària de la destil·leria de Cork. El novembre de 1917 va ser detingut a Cork per vestir un uniforme de l'Exèrcit Republicà Irlandès (IRA) i, inspirat per l'exemple de Thomas Ashe, va iniciar una vaga de fam de tres dies abans del seu alliberament.
En les eleccions generals de 1918, MacSwiney va retornar sense oposició a la primera Dáil Éireann com a representant del Sinn Féin per Mid Cork, succeint al diputat nacionalista D. D. Sheehan. Després de l'assassinat del seu amic Tomás Mac Curtain, l'alcalde de Cork, el 20 de març de 1920, MacSwiney va ser escollit alcalde. El 12 d'agost de 1920 va ser detingut a Cork per possessió d'articles i documents sediciosos, i també per la possessió d'una clau xifrada. Va ser jutjat sumàriament per un tribunal militar el 16 d'agost i condemnat a dos anys de presó a la presó de Brixton.

## Vaga de fam
A la presó immediatament va començar una vaga de fam en protesta pel seu internament i pel fet que va ser jutjat per un tribunal militar. Alhora, onze presoners republicans a la presó de Cork es van declarar en vaga de fam. El 26 d'agost, el gabinet britànic va declarar que «l'alliberament del Senyor Alcalde tindria resultats desastrosos a Irlanda i probablement conduiria a un motí tant de militars com de la policia al sud d'Irlanda». La vaga de fam de MacSwiney va obtenir l'atenció mundial. Van néixer protestes a Alemanya i França. Un membre del Parlament Australià, Hugh Mahon, va ser expulsat de la cambra per «expressions sedicioses i deslleials en una reunió pública» després de protestar contra les accions del govern britànic. Dues setmanes més tard, el Centre Autonomista de Dependents del Comerç i de la Indústria (CADCI) va enviar una petició al primer ministre britànic demanant el seu alliberament i el diari de l'entitat, Acció, va començar una campanya a favor seu.
En els últims dies de la vaga es va intentar forçar que mengés. El 20 d'octubre de 1920 va caure en coma i va morir cinc dies més tard després de 74 dies en vaga de fam. El seu cos va romandre a la catedral de Sant Jordi de Southwark (Londres), on van desfilar 30.000 persones. Davant la por de manifestacions massives a Dublín, les autoritats van desviar el seu taüt directament a Cork i el seu enterrament el 31 d'octubre va atreure a grans multituds.Terence MacSwiney està enterrat al cementiri de Sant Finbarr a Cork. El polític Arthur Griffith va assistir a l'enterrament i va pronunciar unes paraules.

## Conseqüències i llegat
El 1921 es va publicar pòstumament un recull dels seus escrits, titulat Principles of Freedom, basat en els articles de MacSwiney a Irish Freedom durant els anys 1911 i 1912. La vida i l'obra de MacSwiney van incidir especialment en l'Índia. Jawaharlal Nehru es va inspirar en l'exemple i escrits de MacSwiney, i Mohandas Gandhi va incloure'l com una de les seves influències. Principles of Freedom es va traduir a diversos idiomes indis incloent el telugu. Un altre revolucionari indi, Bhagat Singh, va ser admirador de Terence MacSwiney i va escriure sobre ell en les seves memòries. A la presó durant el judici va iniciar una vaga de fam en protesta per les condicions en què es tractava als revolucionaris indis. Bhagat Singh en una entrevista amb el diari Tribune va esmentar MacSwiney com una de les seves inspiracions. Quan el pare de Bhagat Singh va demanar al govern britànic perdonar al seu fill, Bhagat Singh va citar Terence MacSwiney i va dir: «Estic segur que la meva mort farà més per aixafar l'Imperi Britànic que el meu alliberament» i va demanar al seu pare retirar la petició. Va ser executat el 23 de març de 1931, amb dos dels seus companys, Rajguru i Sukhdev, per matar un oficial britànic. Més enllà de l'Índia, una altra figura que comptava amb MacSwiney com una influència va ser Ho Chi Minh, que estava treballant a Londres en el moment de la mort de MacSwiney, i va dir d'ell: «Una nació que té aquest tipus de ciutadans mai es rendeix». L'1 de novembre de 1920, el CADCI va organitzar una manifestació a Barcelona, on el poeta i polític Ventura Gassol va llegir un poema original enaltint MacSwiney.
A Irlanda, la germana de Terence MacSwiney, Mary MacSwiney, va prendre el seu escó a la Dáil i el gener de 1922 va criticar el Tractat Angloirlandès. El seu germà Seán MacSwiney, que també es va oposar al Tractat, va ser elegit en les eleccions de 1921 per a una altra circumscripció de Cork. El 1945 la seva única filla, Máire MacSwiney, es va casar amb el polític Ruairí Brugha, fill de Cathal Brugha. Máire MacSwiney va publicar History's Daughter (2006) i va morir el maig de 2012.
Es conserva una col·lecció relacionada amb Terence MacSwiney al Museu Públic de Cork. A la Galeria d'Art Crawford de Cork s'exposen el seu retrat i una pintura de la missa del seu funeral, de John Lavery. La documentació personal de Terence MacSwiney està custodiada als Arxius del Col·legi Universitari de Dublin (IE UCDA P48b, P48c) i gambé hi ha manuscrits i còpies dels seus escrits públics a la Biblioteca Nacional d'Irlanda (MSS 35.029-35.035).
Hi ha també una escola de secundària del nord de la ciutat de Cork que duu el seu nom, amb una sala dedicada a la seva memòria. El 28 d'octubre de 2012 es va organitzar una plantació d'arbres en memòria de MacSwiney a Southwark. El compositor irlandoestatunidenc Swan Hennessy va dedicar el seu Quartet de corda núm. 2 op. 49 (1920) a la memòria de MacSwiney. Es va estrenar a París el 25 de gener de 1922 per un quartet irlandès dirigit per Arthur Darley.

## Obra publicada
- The Music of Freedom per 'Cuireadóir' (poemari, The Risen Gaedheal Press, Cork 1907)
- Fianna Fáil: the Irish army: a journal for militant Ireland, setmanari editat i escrit principalment per MacSwiney; Cork, 11 números (setembre-desembre 1914)
- The Revolutionist; a play in five acts (Dublin, London: Maunsel and Company, 1914).
- The Ethics of Revolt: a discussion from a Catholic point of view as to when it becomes lawful to rise in revolt against the Civil Power by Toirdhealbhach Mac Suibhne (pamflet, 1918)
- Battle-cries (poemari, 1918)
- Principles of Freedom (Dublin: The Talbot Press, 1921)
- Despite Fools' Laughter; poems by Terence MacSwiney. Editat per B. G. MacCarthy (Dublin: M. H. Gill and Son, 1944)